# Oblast Dobritsch
| Basisdaten          | Basisdaten                  |
| ------------------- | --------------------------- |
| Region:             | Nordostbulgarien            |
| Verwaltungssitz:    | Dobritsch                   |
| Fläche:             | 4723 km²                    |
| Einwohner:          | 147.208 (31. Dezember 2022) |
| Bevölkerungsdichte: | 31,2 Einwohner je km²       |
| NUTS:BG-Code:       | BG332                       |
| Karte               |                             |
| Karte               |                             |

Die Oblast Dobritsch (bulgarisch Област Добрич) ist ein Verwaltungsbezirk im Nordosten Bulgariens.

## Verwaltungsgliederung
Die Oblast Dobritsch gliedert sich in 8 Gemeinden (община), die wiederum aus 6 Städten und 209 Dörfern bestehen.

## Bevölkerung
In der Oblast Dobritsch lebten bei der 2001 durchgeführten Volkszählung 215.217 Einwohner. Davon deklarierten sich 76,3 % als Bulgaren, 13,1 % als Türken (15,4 % gaben Türkisch als Muttersprache an) und 8,7 % als Roma. Dem religiösen Bekenntnis zufolge sind 76,0 % Christen und 20,6 % Muslime. Ein sehr kleiner Teil der Türken sind christliche Gagausen, ein bedeutender Teil der Roma sind Muslime.
Beim Zensus 2011 betrug die Einwohnerzahl 189.677. 2017 wurde sie auf 176.145 geschätzt. Wie das gesamte Land, verliert der Bezirk damit stetig an Einwohnern.

## Gemeinden und Orte
(Einwohner am 31. Dezember 2004, Städte fett hervorgehoben)
Baltschik

Baltschik (12.349),
Beswodiza (409),
Bobowez (101),
Brjastowo (4),
Chrabrowo (102),
Dabrawa (266),
Dropla (353),
Gurkowo (629),
Karwuna (93),
Kranewo (967),
Kremena (166),
Ljachowo (455),
Obrotschischte (2.421),
Prespa (241),
Rogatschewo (263),
Senokos (707),
Smeewo (420),
Sokolowo (1.043),
Straschiza (437),
Trigorzi (189),
Zaritschino (190),
Zarkwa (364)
Dobritsch

Alzek (405),
Batowo (700),
Bdinzi (173),
Benkowski (925),
Bogdan (194),
Boschurowo (1.006),
Branischte (409),
Chitowo (162),
Debrene (117),
Dobrewo (106),
Dolina (288),
Dontschewo (1.075),
Draganowo (228),
Drjanowez (32),
Enewo (209),
Feldwebel Denkowo (689),
General Kolewo (131),
Geschanowo (236),
Kamen (203),
Karapelit (1.335),
Kotlenzi (259),
Kosloduyzi (460),
Kragulewo (73),
Ljaskowo (370),
Lomniza (358),
Lowtschanzi (918),
Malka Smolniza (128),
Medowo (128),
Metodiewo (238),
Miladinowzi (188),
Nowo Botewo (32),
Odrinzi (301),
Odurzi (631),
Opanez (130),
Orlowa Mogila (121),
Owtscharowo (640),
Paskalewo (827),
Platschidol (595),
Pobeda (953),
Podslon (425),
Polkownik Iwanowo (146),
Polkownik Minkowo (228),
Polkownik Sweschtarowo (151),
Popgrigorowo (116),
Prilep (31),
Primorzi (118),
Ptschelino (232),
Ptschelnik (102),
Rossenowo (355),
Samuilowo (153),
Schitniza (547),
Slatija (153),
Slaweewo (202),
Sliwenzi (260),
Smolniza (487),
Sokolnik (40),
Stefan Karadscha (362),
Stefanowo (889),
Stoscher (1.533),
Swoboda (248),
Tjanewo (190),
Tscherna (596),
Wedrina (620),
Wladimirowo (391),
Wodnjanzi (357),
Wratarite (100),
Wratschanzi (96),
Zarewez (427)
Dobritsch-Stadt

Dobritsch (94.078)
General Toschewo

Aleksandar Stambolijski (54),
Balkanzi (128),
Beschanowo (158),
Dabowik (262),
General Toschewo (7.618),
Goriza (128),
Gradini (84),
Isworowo (374),
Jowkowo (327),
Kalina (103),
Kardam (1.261),
Konare (80),
Kraischte (33),
Krassen (420),
Kupinowo (265),
Ljuljakowo (631),
Losniza (47),
Malina (283),
Ograschden (10),
Petleschkowo (288),
Pisarowo (121),
Plenimir (122),
Preselenzi (420),
Prissad (317),
Ptschelarowo (670),
Rawnez (306),
Rogosina (173),
Rosen (152),
Rossiza (562),
Schiten (328),
Sirakowo (106),
Snjadowo (224),
Snop (180),
Sograf (150),
Spassowo (1.009),
Sredina (99),
Surnino (100),
Tschernookowo (315),
Usowo (41),
Wasilewo (456),
Welikowo (82),
Witschowo (76)
Kawarna

Balgarewo (1.554),
Belgun (450),
Bilo (63),
Boschurez (155),
Chadschi Dimitar (136),
Iretschek (29),
Kamen Brjag (89),
Kawarna (11.384),
Krupen (47),
Mogilischte (97),
Neykowo (111),
Porutschik Tschuntschewo (67),
Rakowski (328),
Selze (137),
Septemwriyzi (545),
Sweti Nikola (256),
Topola (157),
Trawnik (42),
Tschelopetschene (134),
Widno (246),
Wranino (305)
Kruschari

Abrit (315),
Aleksandrija (187),
Bistrez (121),
Dobrin (196),
Efreytor Bakalowo (319),
Gaber (136),
Kapitan Dimitrowo (165),
Koriten (388),
Kruschari (1.721),
Losenez (656),
Ognjanowo (50),
Polkownik Djakowo (366),
Porutschik Kardschiewo (69),
Sagorzi (137),
Semenzi (35),
Sewernjak (182),
Sewerzi (249),
Simniza (34),
Telerig (602)
Schabla

Boschanowo (26),
Durankulak (541),
Eserez (168),
Goritschane (128),
Gorun  (125),
Granitschar (201),
Krapez (310),
Proles (74),
Sachari Stojanowo (134),
Schabla (3.863),
Smin (97),
Staewzi (6),
Tjulenowo (68),
Tschernomorzi (100),
Twardiza (Dorf) (11),
Waklino (217)
Terwel

Angelari (155),
Balik (257),
Besmer (1.236),
Bonewo (96),
Boschan (586),
Brestniza (25),
Glawanzi (138),
Gradniza (403),
Guslar (28),
Kableschkowo (587),
Kladenzi (220),
Kolarzi (757),
Kotschmar (353),
Mali Iswor (59),
Nowa Kamena (590),
Onogur (42),
Orljak (1.888),
Polkownik Sawowo (193),
Popgruewo (684),
Professor Slatarski (46),
Scheglarzi (971),
Surnewo (1.284),
Surnez (204),
Terwel (6.966),
Tschestimensko (444),
Woynikowo (14)